# Svea (artist)
Svea Virginia Kågemark, född 28 december 1999 i Stockholm med grekiskt påbrå, även känd under artistnamnet SVEA, är en svensk artist och låtskrivare bosatt i Stockholm. Hon växte upp i Hammarby sjöstad.

## Bakgrund
Svea började med att lägga upp covers på YouTube som uppmärksammades av producenter i branschen. Dessa introducerade henne till en A&R på Universal Music Sweden som skrev kontrakt med henne på hennes 18-årsdag. Hon har studerat sång på Rytmus Musikgymnasium i Stockholm, likt Robyn, Tove Lo och Icona Pop.

## Karriär
Svea släppte sin första låt "Don't Mind Me" samma dag (8 juni 2018) som hon tog studenten från Rytmus Musikgymnasium. "Don't Mind Me" hamnade på Spotify Viral i Sverige och uppmärksammades av lokala medier. 2019 släppte hon en 7-spårs EP This Is och fick uppmärksamhet av internationella medier . I januari 2019 släppte hon låten "Complicated" tillsammans med danska artisten Alexander Oscar. "Complicated" hamnade på 16:e plats på Spotify's mest lyssnade låtar i Danmark och har sålt platina i Danmark och guld i Norge  samt uppträtt på X Factor med låten. Den 15 juni uppträdde SVEA på Brilliant Minds 2019, en internationell konferens som Spotifys grundare Daniel Ek och managern Ash Pournouri stod bakom.. Under hösten 2019 var hon förband till Picture This på deras konserter i Storbritannien och Tyskland, vilket resulterade i 13 liveframträdanden. 2020 släppte SVEA sin andra EP titulerad Pity Party. Svea skrev även Rhys singel “We Don’t Talk Anyway” som spelades in genom Spotifys studioprogram Studio It's Hits. På nyårsafton 2020 uppträdde SVEA tillsammans med Zikai på SVT:s Tolvslaget på Skansen med låten ”Don’t Stop The Music”, en cover på Rihannas låt med samma namn.

## Diskografi

### EP-skivor
- 2019 - This Is
- 2020 - Pity Party

### Singlar
- 2018 - Don' t Mind Me
- 2018 - Selfish
- 2019 - Complicated (with Alexander Oscar)
- 2019 - Love Me Now
- 2019 - Good At Losing
- 2020 - Numb (feat. Ernia)
- 2020 - Give & Take (with Wankelmut)
- 2020 - All My Exes
- 2020 - Need To Know (with Alexander Oscar)
- 2020 - Never Call Me Again
- 2020 - I'll Get Better
- 2020 - Don't Stop The Music (with Zikai)
- 2021 - I'll Get Better (with Call Me Loop)
- 2022 - Iconic
- 2023 - Effort